# Souhila Mallem
 (octobre 2021).
Si vous disposez d'ouvrages ou d'articles de référence ou si vous connaissez des sites web de qualité traitant du thème abordé ici, merci de compléter l'article en donnant les références utiles à sa vérifiabilité et en les liant à la section « Notes et références ».
Souhila Mallem est une actrice algérienne, née le 13 juin 1988 à Alger.
Elle est connue pour avoir jouée le rôle de Bibicha dans la série Bibiche et Bibicha, celui de la princesse Abla dans la série Sultan Achour 10, Sabrina dans El Khawa, Lila dans la série Wlad Hlal, ou encore Nedjma dans le film Héliopolis.

## Biographie

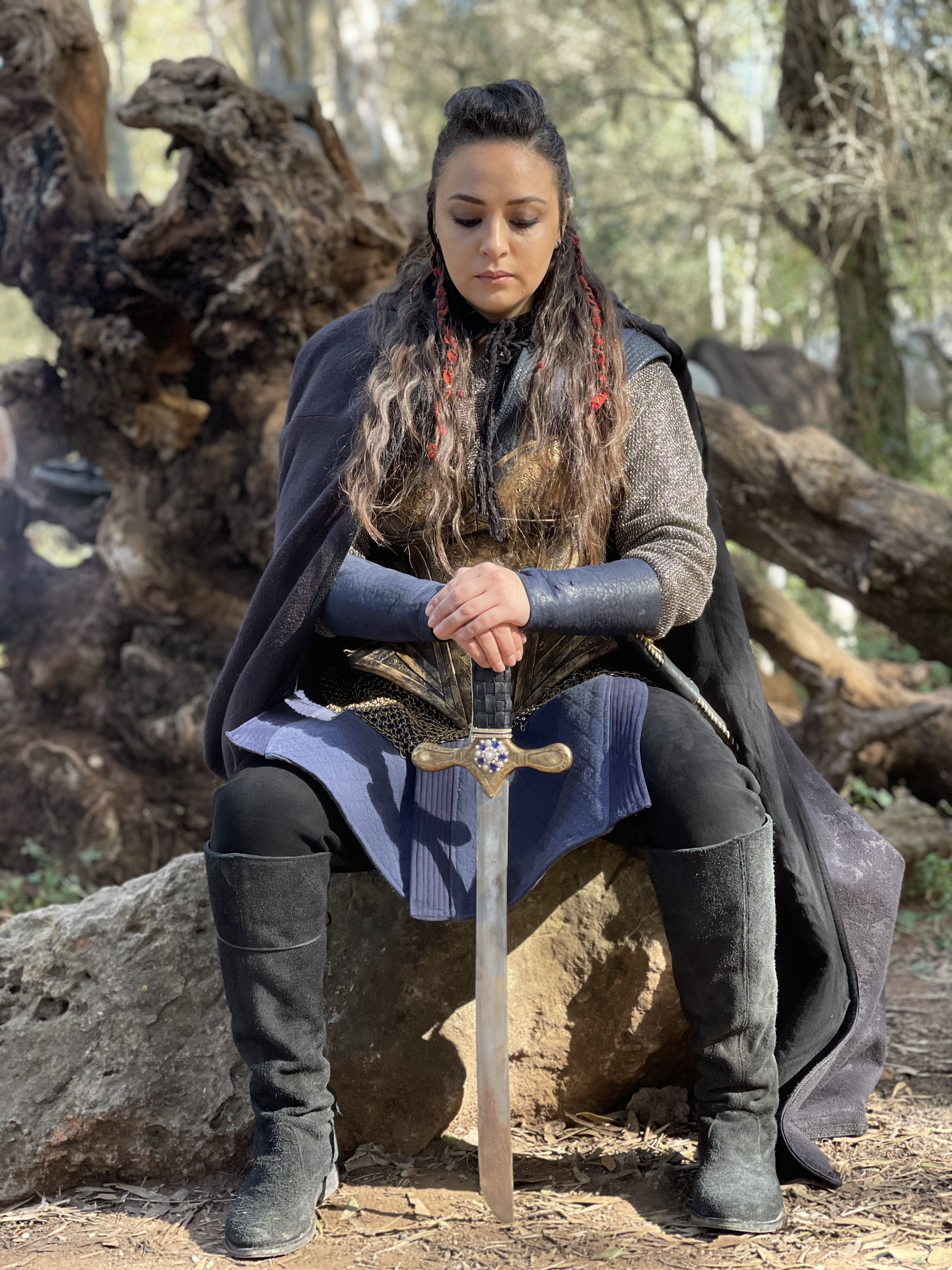
Souhila Mallem, dans Sultan Achour 10

Souhila Mallem est née le 13 juin 1988 à Alger, titulaire d'une licence en sciences juridiques et administratives à la Faculté de Droit d'Alger.  Elle décroche son premier rôle dans la série Djemai family 1, puis dans la série Dar Bahdja dans le rôle de Zina face à la vedette Biyouna. Sa notoriété explose durant l'année 2017, lors de la saison 2 de Sultan Achour 10. En octobre 2021,  elle totalise près de 5 millions d'abonnés sur le réseau social Instagram.

## Filmographie

### Cinéma
- 2010 : Parfums d'Alger de Rachid Benhadj : Karima
- 2010 : La Cité des Vieux de Yahia Mouzahem : Sarah
- 2012 : Titi de Khaled Barket : Lamia
- 2012 : L'Héroïne de Cherif Aggoune : Karima
- 2013 : Les Jours d'avant de Karim Moussaoui : Yamina (moyen-métrage)
- 2013 : Certifiée halal de Mahmoud Zemmouri : Souad
- 2017 : Ibn Baddis de Basil Al-Khatib : El Djohar
- 2020 : Héliopolis de Djaffar Gacem : Nedjma

### Télévision
- 2008 - 2010 : Djemai Family de Djaffar Gacem: Faty, puis Khadidja (Saison 3)
- 2011 : Dalil de Fouzi Mohamed Delmi : Amel
- 2012 : Caméra Café de Chaker Mohamed Lamine : Lilia
- 2012 : Khalti Lallahoum de Lazhar Gatt : Meriem
- 2013 : Switchers de Ahmed Aksas : Sarah
- 2013 : Dar El Bahdja de Djaffar Gacem : Zina
- 2013 - 2014 : Asrar El Madhi de Bachir Sellami : Amira
- 2014 : El Khamssa de Ahmed Aksas : Oran Hayat / Selma
- 2014 - 2019 : Bibiche et Bibicha de Sami Faour : Bibicha
- 2015 : Sultan Achour 10 (Saison 1) de Djaffar Gacem : La princesse Abla
- 2017 : Sultan Achour 10 (Saison 2) de Djaffar Gacem : La princesse Abla
- 2018 : El Khawa de Madih Belaïd: Sabrina
- 2019 : Wlad Hlel de Nasreddine Shili : Lila
- 2020 : Confinement (sur la plateforme Yara) de Abdelkader Djeriou : Mika
- 2020 : Babour Ellouh de Nasreddine Shili : El Ghalia
- 2021 : Sultan Achour 10 (Saison 3) de Djaffar Gacem : Sultana Abla
- 2022 : Fi 90 de Abdelkader Djeriou : Zinbou
- 2023 :  Akhou Al Banat

## Animatrice de télévision
- 2010 : 1. 2. 3. Viva l'Algérie de Hamoudi Laggoune
- 2012 : Fi Balek de Omar Boutaba

## Distinctions

### Récompenses
- 2014 : Festival Premiers Plans d'Angers : elle reçoit le prix de la meilleure actrice pour le film Les Jours d'avant[2].
- 2015 : Arab Casting[3]
- 2018 : Le Générique d'Or : Meilleur rôle féminin dans une sitcom pour Bibiche et Bibicha [4]

### Nominations
- 2014 : Les Lutins du court métrage : Meilleure actrice pour Les Jours d'Avant[réf. nécessaire]